# Daniella Pineda
Daniella Nicole Pineda (Oakland, 20 de febrero de 1987) es una actriz, escritora y comediante estadounidense.

## Carrera
En enero de 2013 se anunció que fue elegida como la bruja Sophie para el episodio 20 de la temporada 4 de la exitosa serie The Vampire Diaries. Este episodio sirvió como piloto para una posible serie de spin-off, que gira en torno a The Originals y que tiene lugar en el Barrio Francés de Nueva Orleans.
La primera temporada de The Originals se estrenó el martes 15 de octubre. Sin embargo, el 29 de julio de 2013, The CW anunció que el estreno de la serie se emitiría el 3 de octubre de 2013, tras el estreno de la quinta temporada de The Vampire Diaries en para atraer a los fanáticos de la serie. El 10 de octubre de 2013, el CW ordenó tres guiones adicionales para la serie. Sin embargo, fue cancelada ya que su personaje fue asesinado. Daniella ha protagonizado otros proyectos como American Odyssey y The Detour después.
En 2018, coprotagonizó Jurassic World: Fallen Kingdom.

## Vida personal
Se graduó de Mills College. Actualmente reside en Williamsburg, Brooklyn.

## Filmografía
| Año  | Título                          | Personaje                     | Notas |
| ---- | ------------------------------- | ----------------------------- | ----- |
| 2011 | Newlyweds                       | Vanessa                       |       |
| 2012 | The Fitzgerald Family Christmas | Abbie                         |       |
| 2015 | Sleeping with Other People      | Danica                        |       |
| 2017 | Mr. Roosevelt                   | Jen                           |       |
| 2017 | Before/During/After             | Trabajador de Tienda del sexo |       |
| 2018 | Jurassic World: El Reino Caído  | Zia Rodriguez                 |       |
| 2019 | Mercy Black                     | Marina Hess                   |       |
| 2022 | Jurassic World: Dominion        | Zia Rodriguez                 |       |
| 2023 | Plane                           | Bonnie                        |       |
| 2025 | The Accountant 2                | Anaïs                         |       |
| 2025 | Dora en busca del Sol Dorado    | Camila                        |       |

| Año       | Título                    | Personaje         | Notas                                              |
| --------- | ------------------------- | ----------------- | -------------------------------------------------- |
| 2010      | Men of a Certain Age      | Caja              | Episodio: "Mismo como el Jefe Viejo"               |
| 2010–2011 | CH Originals              | Varios personajes | Serie de web; 3 episodios                          |
| 2012      | Homeland                  | Agente Julia Diaz | Episodio: "Dos Sombreros"                          |
| 2012      | Midnight Sun              | Daria Wernahm     | Piloto de NBC                                      |
| 2013      | The Vampire Diaries       | Sophie Devereaux  | Invitada 1 episodio, serie de TV The CW            |
| 2013–14   | The Originals             | Sophie Devereaux  | Elenco principal, serie de TV The CW (9 episodios) |
| 2015      | American Odyssey          | Ruby Simms        | Principal; 13 episodios                            |
| 2016–2018 | The Detour                | Vanessa Randall   | Principal; 22 episodios                            |
| 2021      | Cowboy Bebop              | Faye Valentine    | Principal; 9 episodios                             |
| 2022      | Tales of The Walking Dead | Idalia            | Episodio: "La Doña"                                |